# Davor Ivo Stier
Pour les articles homonymes, voir Stier.
Davor Ivo Stier né le 6 janvier 1972 à Buenos Aires, est un homme d'État croate, membre de l'Union démocratique croate (HDZ).
Il est ministre des Affaires étrangères de Croatie du 19 octobre 2016 au 12 juin 2017.

## Biographie

### Famille et vie professionnelle
Stier est né dans une famille expatriée en Argentine, son grand-père paternel est un colonel oustachi qui émigre en Argentine à la fin de la Seconde Guerre mondiale. Il revient en Croatie en 1996 et travaille comme diplomate à Washington et à Bruxelles.

### Engagement en politique
Il est élu député en 2011, après avoir été conseiller diplomatique d'Ivo Sanader. Lors des élections européennes de 2013, suivant l'adhésion de la Croatie à l'Union européenne, Stier est élu au Parlement européen, puis réélu un an plus tard. Il y siège au sein du groupe du Parti populaire européen.

### Ministre des Affaires étrangères
Le 13 octobre 2016, pressenti pour intégrer le gouvernement croate, il démissionne de son mandat européen avec son collègue Andrej Plenković désigné Premier ministre de Croatie, afin que tous deux puissent exercer dès le lendemain leur mandat de parlementaire croate.
Le 19 octobre suivant, Davor Ivo Stier est nommé vice-Premier ministre et ministre des Affaires étrangères et européennes dans le gouvernement de coalition de centre droit dirigé par Plenković. Il démissionne le 12 juin 2017.
Il est député européen depuis 2024.